# (37631) 1993 TT27
1993 TT27 (asteroide 37631) é um asteroide da cintura principal. Possui uma excentricidade de 0.18148230 e uma inclinação de 5.78747º.
Este asteroide foi descoberto no dia 9 de outubro de 1993 por Eric Walter Elst em La Silla.